# ヨニ・グッドマン
ヨニ・グッドマン（Yoni Goodman、ヘブライ語: יוני גודמן 1976年5月26日- ）は、イスラエルのアニメーターである。

## 来歴
ヨニ・グッドマンは、イスラエルの新聞『ハアレツ』と『マアリヴ』のイラストレーターとデザイナーとしてデビューした。
1998年からエルサレムにあるベツァレル美術デザインアカデミーで勉強をしてアニメーションに興味を抱き、2002年の学校卒業後、アニメーター、イラストレーターとしてテレビ番組とコマーシャルを手掛けた。ヨニ・グッドマンは出身校ベツァレルアカデミーでアニメーションを教えている。
2004年、アリ・フォルマン監督のドキュメンタリー『The material that love is made of』でアニメーション監督を担当する。
2008年、アリ・フォルマン監督の映画『戦場でワルツを』のアニメーション監督を務め、伝統的手法の切り紙アニメーションを取り入れた「アドビ・フラッシュ・カットアウト・アニメーション」技術を用いた（戦場でワルツを#制作も参照）。アリ・フォルマンとはスタニスワフ・レムの小説『泰平ヨンの未来学会議』の映画化でのアニメーション監督の仕事がある。
2009年、ヨニ・グッドマンはガザをテーマにした短編アニメーション『Closed Zone』を発表した。同作品は2009年ノリッジ・フィルム・フェスティバルのノミネート作品に選ばれた。
2010年、アリ・マーク監督の映画『The Gift』でアニメーションを担当した。